# 雷酸
雷酸（らいさん、英: fulminic acid）は、化学式が HCNO で表される化合物である。1824年にユストゥス・リービッヒによって初めて発見された。この1年後にフリードリヒ・ヴェーラーによって発見されたシアン酸 HOCN の異性体で、初めて異性体の存在が発見された化合物である。　

## 性質
雷酸とその塩（雷酸塩）は非常に危険な爆薬で、しばしば他の爆薬の起爆薬として使用される。液体も蒸気も有毒である。

## 異性体の存在
フリードリヒ・ヴェーラーはシアン酸塩の性質を研究しており、ユストゥス・フォン・リービッヒは雷酸塩の研究を行なっていた。シアン酸塩と雷酸塩は同じ化学的組成を示すにもかかわらず、雷酸銀は爆発性を持つがシアン酸銀は持たないという違いがあった。これは激しい論争を起こしたが、結論として異性体というものの存在を認める形で決着がついた。つまりシアン酸もイソシアン酸も雷酸とは構造異性体の関係にある。